# عبادان 1160 (فلم)
عبادان 1160 هو فيلم إيراني يتناول بداية الحرب الإيرانية العراقية؛ من إخراج مهرداد خوشبخت وإنتاج حسن كلامي، شارك الفيلم في مهرجان فجر السينمائي الثامن والثلاثين. كما فاز هذا الفيلم بالسيمرغ الذهبي للمقاومة في مهرجان فجر السينمائي الثامن والثلاثين وكان أيضًا من بين أفضل 5 أفلام للجمهور في هذه الفترة من المهرجان. هذا الفيلم من إنتاج مؤسسة أوج للفنون الإعلامية.

## ملخص
تحكي قصة "عبادان 1160" كفاح مجموعة من موظفي إذاعة عبادان النفطية للحفاظ على الإذاعة وبث الأخبار، ومقاومة الشعب ضد القوات العراقية.

## الممثلون
علي رضا كمالي؛ حسن مجوني؛ شابنام جودارزي؛ حميد رضا محمدي؛ نادر سليماني؛ فيدا جافان؛ ياسين المسعودي؛ رضا المسعودي؛ أفشين تاي؛ وحيد كرماني وكاظم كامور.

## أعضاء فريق العمل
مدير التصوير: مهدي جعفري؛ مدير التصوير الثاني: داود محمدي؛ المدير الفني: عبد الحميد قديريان؛ مدير الإنتاج: رحمت عبد الله زاده؛ مدير الصوت: جهانجير ميرشكاري؛ الملحن: بهزاد عبدي؛ سكرتيرة الديكور: ساناز فراهاني؛ المصور: علي نيك باراتار؛ مصمم المكياج: محمود دهقاني؛ مدير التخطيط ورئيس فريق الإخراج: أميرشهاب إسماعيلي؛ مصمم الديكور: جعفر محمد شاهي؛ مصممة الأزياء: زهرة صمدي؛ المونتير: سهراب خسروي؛ المؤثرات البصرية: جواد مطوري؛ المؤثرات الخاصة: محسن روزبهاني؛ المستشار الإعلامي: مهرداد معظمي.